# STX造船海洋
STX造船海洋（STXぞうせんかいよう、朝鮮語：STX조선해양）は、大韓民国の造船会社。
主力製品はLNG、LPG、コンテナ船、石油タンカー、ばら積み貨物船、自動車運搬船、フェリー、軍艦、巡視船など多岐に渡る。STXグループの中核企業である。
イギリスの造船海運市況専門分析機関であるクラークソン社によれば、2007年3月時点で受注残高が265万CGTで世界第7位を記録したが、2013年には造船不況（2014年問題 (造船)）による経営危機が表面化。深刻な資本不足に陥り、2014年4月には上場廃止となり、2016年5月27日、ソウル中央地裁に法定管理（日本の会社更生法適用に相当）を申請した。2018年4月10日、2度目の法定管理申請を決定した。2021年7月24日、社名をK造船に変更した。

## 年表
- 1962年1月 - 大韓造船鉄工所が釜山影島で創業する。
- 1967年4月 - 東洋造船工業に社名変更される。
- 1973年1月 - 大東造船に社名変更される。
- 1973年8月 - 韓国最初のコンテナ船専用乾ドックが完成。
- 1974年 - 鎮海市への移転が始まる。
- 1994年1月 - 鎮海造船所が建設着工される。
- 1997年 - アジア通貨危機の影響により経営破綻する。
- 1999年 - STXに買収される。
- 2001年10月 - STX造船として再操業する。
- 2003年10月 - 株式上場。
- 2009年3月 - STX造船海洋に社名変更される。
- 2014年4月 - 上場廃止。
- 2014年6月28日 - 中国の現地法人「STX大連」が破綻手続きを申請(日本の会社更生法にあたる措置)[6]。
- 2015年3月 - 「STX大連」が再建を断念し、破産手続きを開始[7]。負債額は200億人民元（約3860億円）[7]。中国の李克強首相の肝いりで誘致したという経緯があり、経営再建を目指したが、資本提携企業が見つからなかった[7]。
- 2016年5月27日 - ソウル中央地裁に法定管理（日本の会社更生法適用に相当）を申請[3][4]。
- 2017年11月 - STX造船海洋の艦艇事業をSamkang M&T(現・Samkang S&C)へ移管が完了、後者への固城造船所の譲渡しをもって。
- 2018年4月10日 - 75％の人員削減を柱とする再建案に対する労使の確約を前提に援韓国政府、韓国産業銀行が支援を表明したが、労働組合が再建案を拒否したため、2度目の法定管理を申請する事となった[5]。
- 2021年7月24日- 社名をK造船に変更[8]。

## 施設
本社は鎮海市にあり、釜山と鎮海に造船所がある。R&Dセンターはソウル特別市と昌原市にある。事務所はソウル、釜山、イギリス・ロンドン、ギリシャ・アテネ、イラン・テヘランに所在し、中華人民共和国・大連市長興島に大連造船海洋総合生産基地が、ノルウェー・オスロにSTXヨーロッパの造船所がある。
- 釜山造船所 - 釜山市影島区
- 鎮海造船所 - 鎮海市院浦洞

## 関連企業
- STXグループ
- STXヨーロッパ

## 国内の競合他社
- HD現代重工業
- 現代三湖重工業
- 現代尾浦造船
- 三星重工業
- HJ重工業
- ハンファオーシャン
- 城東造船海洋